# Ujazd (powiat grodziski)

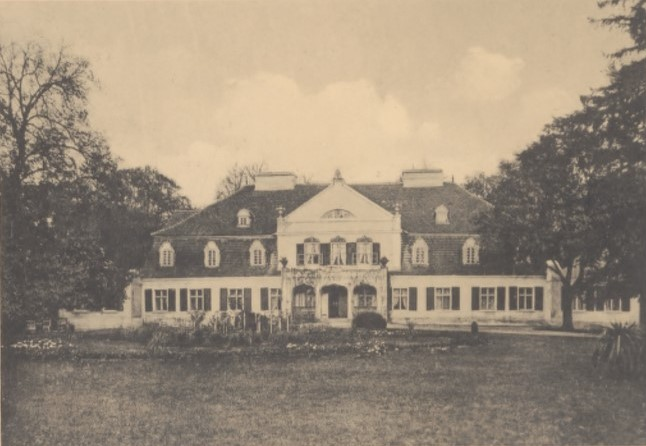
Dwór w Ujeździe za czasów Jana i Ludwiki z Niemirowiczów-Szczyttów hr. Żółtowskich (ok. 1912 r.)

Ujazd (niem. Schoenwalde) – wieś w Polsce położona w województwie wielkopolskim, w powiecie grodziskim, w gminie Kamieniec.

## Historia
Pierwsza wzmianka o wsi pochodzi z 1280 roku i dotyczy osadzenia wsi na prawie niemieckim przez ówczesnych właściciel i- zakon cystersów z Obry.
Pod koniec XIV w. była to już wieś szlachecka, a jej właściciele pisali się z Ujazdu. W 1398 wieś przeszła w ręce prywatne Hinczki. W poł. XVI w. Ujazd należał do Ujejskich. W 1618 r. siostry Ujejskie przeprowadziły podział majątku, w wyniku którego Ujazdu przeszedł do Pogorzelskich (po Katarzynie z Ujejskich Pogorzelskiej). W 1645 r. Stanisław "Pasikoń" Pogorzelski sprzedał Ujazd, Kowalewo, Lechowo i Kurowo Chryzostomowi Potockiemu, który w 1660 r. sprzedał je Stefanowi Rogalińskiemu z Dzwonowa. W 1766 r. Kasper Rogaliński wybudował w Ujeździe nowy dwór. 
W 1781 Ujazd, Kowalewo i Lechowo kupuje Józef Żółtowski h. Ogończyk (1742-1810), miecznik wschowski. Kolejnym dziedzicem dóbr zostaje jego syn Jan hr. Żółtowski, ożeniony z podstolanką wschowską Józefą Zbijewską, a następnie ich syn - Adam hr. Żółtowski (1814-1880), ożeniony z Celiną hr. Czarnecką (siostrą Zygmunta). Pod koniec XIX w. właścicielem dóbr Ujazd, Ptaszków, Grąblew, Łęki (3 172 ha) zostaje syn Adama i Celiny - Jan hr. Żółtowski (1861 Ujazd - 1917 Poznań), dr praw, poseł do Sejmu pruskiego i Parlamentu niemieckiego, który w 1901 r. w Berlinie poślubia Ludwikę Marię Niemirowicz-Szczytt (1879 Ryga - 1938 Utrecht) z linii tabołockiej, córkę dziedzica dóbr Szczęsnopol Justyniana Niemirowicza-Szczytta i Franciszki z Szemiottów. Na początku XX w. hr. Jan Żółtowski zelektryfikował swoje folwarki, a powstała tu elektrownia była jedną z pierwszych w majątkach Wielkopolski. Ujazd był uznawany za znakomicie prowadzony majątek. Po śmierci Jana w 1917 r. majątek dziedziczy wdowa Ludwika hr. Zółtowska z Niemirowiczów-Szczyttów wraz z dziećmi: Janem (1906-1921) i Franciszką (1903-1948) - od 1937 r. żoną Aleksandra Pragłowskiego. 
W latach 20. XX w. właścicielką Ujazdu zostaje Ludwika z Niemirowiczów-Szczyttów I voto hr. Żółtowska II v. baronowa Bicker. Drugim mężem Ludwiki (ślub zawarto w 1919 r. w Lugano w Szwajcarii) został Holender bar. Willem Herman Bicker (1865 Soerabaja - 1942 Ujazd), wcześniej żonaty z baronessą Henriettą van Heemstra. W latach 20 i 30. XX w. Ludwika wraz z mężem Willemem (Wilhelmem) Bickerem prowadziła w Ujeździe słynną w całej Polsce stadninę koni czystej krwi arabskiej (myląco nazywaną w literaturze stadniną barona Bickera). Za hodowlę koni Ludwika bar. Bicker z Niemirowiczów-Szczyttów otrzymała trzy medale państwowe, w tym dwa złote.
W okresie Wielkiego Księstwa Poznańskiego (1815-1848) miejscowość wzmiankowana jako Ujazd należała do wsi większych w ówczesnym pruskim powiecie Kosten rejencji poznańskiej. Ujazd należał do okręgu wielichowskiego tego powiatu i stanowił odrębny majątek. Według spisu urzędowego z 1837 roku Ujazd liczyło 235 mieszkańców, którzy zamieszkiwali 18 dymów (domostw).
W latach 1975–1998 miejscowość należała administracyjnie do województwa poznańskiego.

## Zabytki
- Dwór z I poł. XVIII wieku, fundacji Kaspra Rogalińskiego. Obecny kształt dworowi nadała rodzina Żółtowskich, mieszkająca tam od końca XVIII w. do reformy rolnej. Wydłużony, parterowy, z mieszkalnym poddaszem. Dach mansardowy z wystawką na osi i dwiema kondygnacjami lukarn. Po bokach dziewiętnastowieczne przybudówki zwieńczone pseudobarokowymi szczytami, a od frontu ganek neogotycki na czterech słupach połączonych tzw. łukiem Tudorów. Po obu stronach głównego budynku stoją trzy kwadratowe pawilony z I poł. XVIII wieku, kryte dachami: cebulastym (z lewej) i w typie pagody chińskiej (po prawej). Z boku zachowała się oficyna z XVIII wieku. Cały zespół otoczony jest parkiem krajobrazowym (pow. 69,64 ha) z pomnikowymi okazami drzew. W parku, przy mostku na Letnicy (zw. Rowem Grodziskim lub Rowem Grabskim) zachował się murowany okrągły słup z końca XVIII w. (jeden z dwóch dawniej istniejących), zwężony ku górze, ozdobiony girlandami w stylu Ludwika XVI. W głębi parku także neogotycka kapliczka Matki Boskiej. W obrębie folwarku zachowały się dawny spichrz i gorzelnia z II poł. XIX wieku.

Między parkiem, a szosą wiodącą z Grodziska do Kościana, przy zabudowaniach dawnej gajówki, rośnie w jednym rzędzie 5 okazałych dębów o obwodach do 610 cm. Dwa inne dęby, o obwodach 480 i 520 cm oraz ciekawym przekroju korony, znajdują się w lesie po prawej stronie drogi wiodącej do Ptaszkowa. Od 1998 r., właścicielem dworu wraz z tzw. małym folwarkiem i 7 ha części parku jest Ryszard Wosiński, były Naczelnik ZHP.
- Budynek stacji kolejowej z początku XX wieku na nieczynnej linii Grodzisk – Kościan.
- Na skraju wsi neogotycka kaplica kamienna z 1884 r., a obok niej kapliczka z drewniana ludową rzeźbą św. Wawrzyńca, z XIX wieku, obudowana w 1974 oszkloną gablotą.